# Оффманн, Карл
Карл Огю́ст О́ффманн (фр. Karl Auguste Offmann; 25 ноября 1940, Порт-Луи — 12 марта 2022, Порт-Луи) — президент Маврикия с 25 февраля 2002 по 1 октября 2003 года.

## Биография
Родился в семье из 7 детей.
Техническое образование (в области железных дорог) получил на Маврикии. В 1963—1979 годах техник в таблоиде Daily Express. Учился в Британии, специалист в области политических и социальных наук, с 1965 года активно работал в общественных международных организациях, связанных с вопросами образования, социальной работы и развития в зоне Индийского океана. С 1979 года — директор типографии католической епархии г. Порт-Луи.
С 1976 года — в политике, предпринял неудачную попытку баллотироваться в Законодательную ассамблею. В 1978 году — один из основателей Маврикийской социалистической партии, которая в 1983 году вошла в Боевое социалистическое движение Маврикия (МСМ).
В 1982—1995 годах — депутат Законодательной ассамблеи. В августе 1983—1984 годах — министр планирования и экономического развития. В 1984—1986 годах — министр местного самоуправления и кооперативов. Одновременно в 1983—1986 годах — редактор газеты Daily Socialist. В 1986—1991 годах — министр социального обеспечения, исправительных учреждений и национальной солидарности, тогда же одновременно статс-секретарь правительства.
В 1987—1991 годах — генеральный секретарь МСМ. В 1996—2000 годах — лидер МСМ. После сокрушительного поражения партии на выборах 1995 года (19,8 % голосов против 65,2 % у Лейбористской партии) создал оппозиционный блок МСМ и Маврикийского боевого движения (МММ), который одержал победу на выборах 2000 года.
Присутствовал на праздновании 70-летия Великой Октябрьской социалистической революции в Москве с 4 по 5 ноября 1987 года.
На парламентских выборах в 2000 году коалиция Маврикийского боевого движения и Боевого социалистического движения получила абсолютное большинство в парламенте, что позволило ей избрать 25 февраля 2002 года Оффманна президентом Маврикия, после отказа двух его предшественников подписать спорный антитеррористический законопроект. Находился в должности до 7 октября 2003 года, когда подал в отставку в пользу действующего премьер-министра Анируда Джагнота, переходившего на пост главы государства согласно правительственному коалиционному соглашению, после чего исполняющим обязанности главы государства стал вице-президент Рауф Бундхун, пока Джагнот не был избран на этот пост.
Стипендиат премии «Программа для африканских президентов», учреждённой Исследовательским центром архивов африканских президентов (APARC) Бостонского университета, под руководством Чарльза Стита. Убеждённый сторонник бесплатного образования и здравоохранения, развитого социального обеспечения и ряда других социальных услуг.
Жена — Мария Муту, имел двух сыновей — Жиля Бернара и Ханса Эрика.